# Whittieria hengduanensis
Whittieria hengduanensis — вид папоротей з родини вужачкових (Ophioglossaceae).
Whittieria hengduanensis описано з Сичуані, Тибету та Юньнань, південно-західний Китай (східні Гімалаї). Цей вид подібний до W. engelmannii (syn. Ophioglossum engelmannii) в Америці тим, що має циліндричне кореневище і складне сітчасте жилкування. Крім того, обидва види ростуть у відкритому середовищі існування на лужному ґрунті. Однак ці два види відрізняються кількістю коренів на кореневище та кількістю більших ареол на трофофору. Молекулярне дослідження також підтверджує, що види є сестрами один одного, але розходяться на молекулярному рівні. Відкриття W. hengduanensis показує, що цей рід є міжконтинентально розділеним між Гімалаями та Америкою, унікальна модель, яка не була задокументована в літературі.